# Куница, Алексей Сергеевич
Алексей Сергеевич Куница (род. 29 (16 мая) 1912, с. Николаевка, Николаевская волость, Кокчетавский уезд, Акмолинская область, Степное генерал-губернаторство, Российская империя — 10 октября 1943, Сосновка, Конотопский район, Сумская область, Украина) — старший сержант Рабоче-крестьянской Красной Армии, участник Великой Отечественной войны, Герой Советского Союза (1944).

## Биография
Родился, согласно метрической записи, 29(16) мая 1912 года в селе Николаевка, Николаевская волость, Кокчетавский уезд, Акмолинская область, Степное генерал-губернаторство, Российская империя (ныне — Бурабайский район Акмолинской области Казахстана). Окончил восемь классов школы. В 1941 году был призван на службу в Рабоче-крестьянскую Красную Армию. С 1943 года — на фронтах Великой Отечественной войны, командовал взводом 4-го гвардейского воздушно-десантного полка 2-й гвардейской воздушно-десантной дивизии 60-й армии Воронежского фронта. Отличился во время битвы за Днепр.
В период с 6 по 10 октября 1943 года участвовал в боях за удержание плацдарма на западном берегу Днепра в районе села Рубин Чернобыльского района Киевской области Украинской ССР, получил два ранения, но продолжал сражаться.
10 октября 1943 года погиб в бою. Похоронен в селе Сосновка Конотопского района Сумской области Украины.
Указом Президиума Верховного Совета СССР «О присвоении звания Героя Советского Союза генералам, офицерскому, сержантскому и рядовому составу Красной Армии» от 10 января 1944 года за «образцовое выполнение боевых заданий командования на фронте борьбы с немецко-фашистскими захватчиками и проявленные при этом отвагу и геройство» был удостоен посмертно высокого звания Героя Советского Союза. Также посмертно был награждён орденом Ленина.
В его честь названы улица и школа в его родном селе.
Так же в честь Алексея Сергеевича Куница названа одна из улиц в г. Кокшетау Акмолинской области.